# Юйшань (национальный парк)
Национальный парк Юйшань (кит. упр. 玉山国家公园, пиньинь yù shān gúojiā gōngyuán) — является одним из девяти национальных парков Тайваня, был назван в честь вершины Юйшань самого высокого пика парка.  Общая площадь национального парка Юйшань составляет 103 тысячи гектаров. Большая часть территории парка расположена в районе Центрального горного хребта. В парке насчитывается более 30 вершин высотой более 3000 метров. Две трети территории парка находятся на высоте более 2000 метров над уровнем моря. Перепад высот составляет 3600 метров. В парке много каньонов, скал и долин.
Из-за удалённого расположения и контроля на входе национальный парк Юйшань не входит в число самых посещаемых национальных парков Тайваня. Однако в 2015 году парк посетило 1 044 994 человека.

## Геология
Тайвань, образованный в результате движения тектонических плит, до сих пор является зоной повышенной сейсмической активности. В парке можно наблюдать геологические особенности, такие как линии разломов, швы и складчатость.
В парке есть несколько примечательных мест:
- Великая пропасть, (23.4683339 120.9396649) расположенная в 1,2 км от отеля Пайюн Лодж на тропе Юшань. Это обрывистый утёс с окаменелостями древних морских обитателей.
- Склон с осыпью у подножия Главного пика.
- Скала у разлома в Лаононге между Главным пиком и Батонггуаном.
- Скалы Фуцзы и Гуаншань.

Южное шоссе и местная дорога № 21 проходят через часть парка.

## Гидрология
Юйшань является важным Водоразделом основных речных систем центрального, южного и восточного Тайваня.

## Галерея

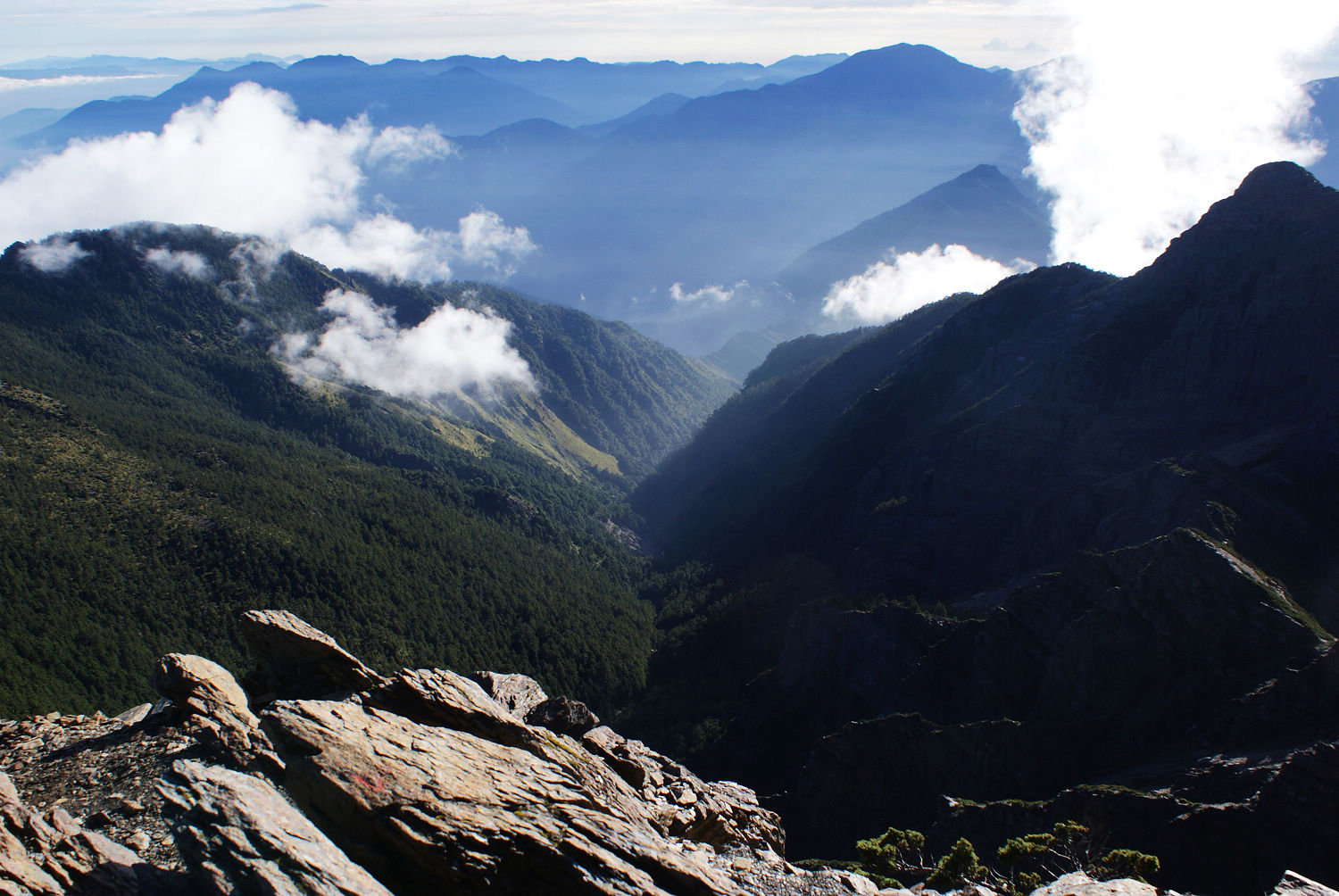
Река Лаонун на северо-восточной стороне Юйшань.
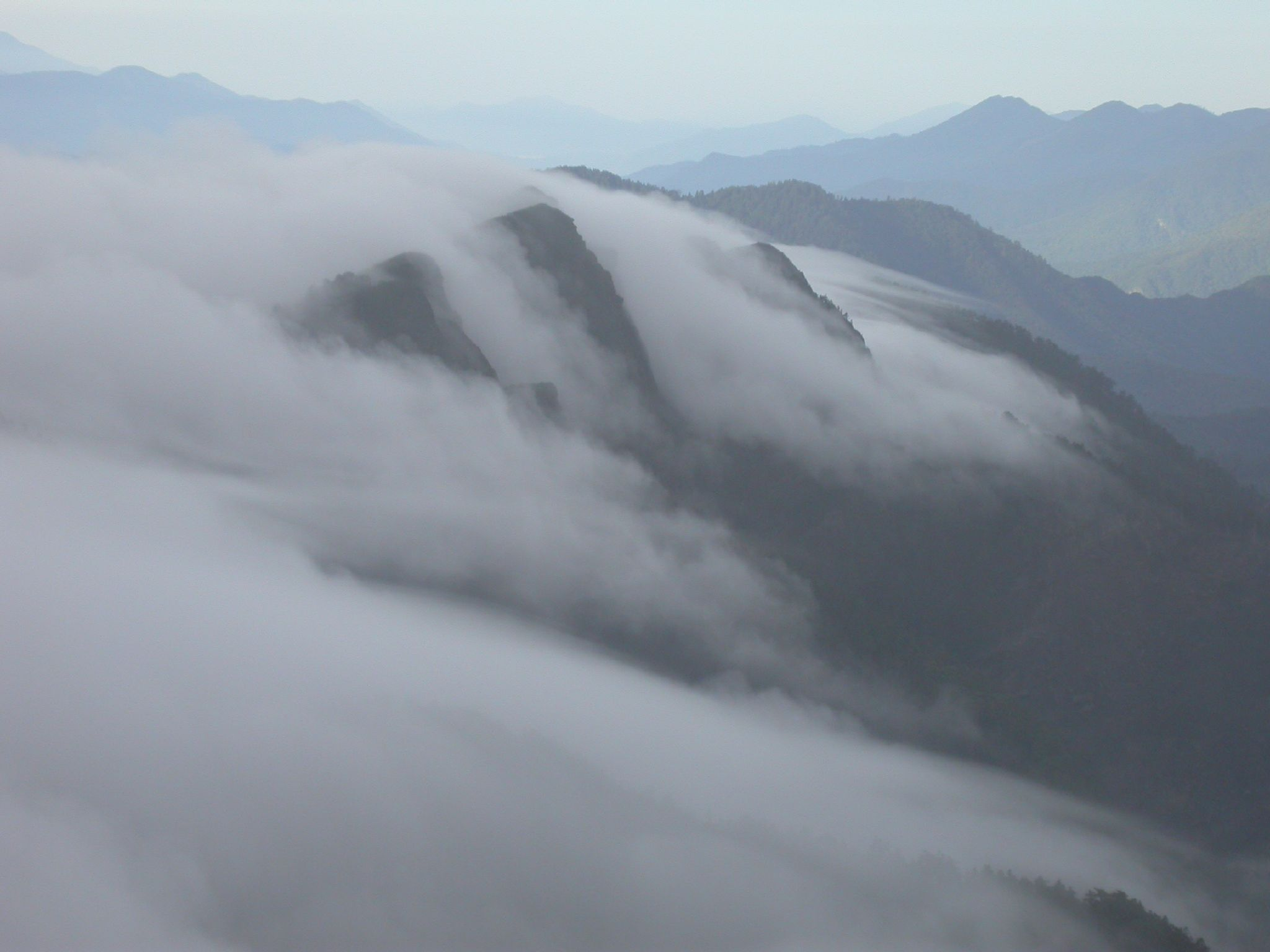
Облака вблизи Юйшань.
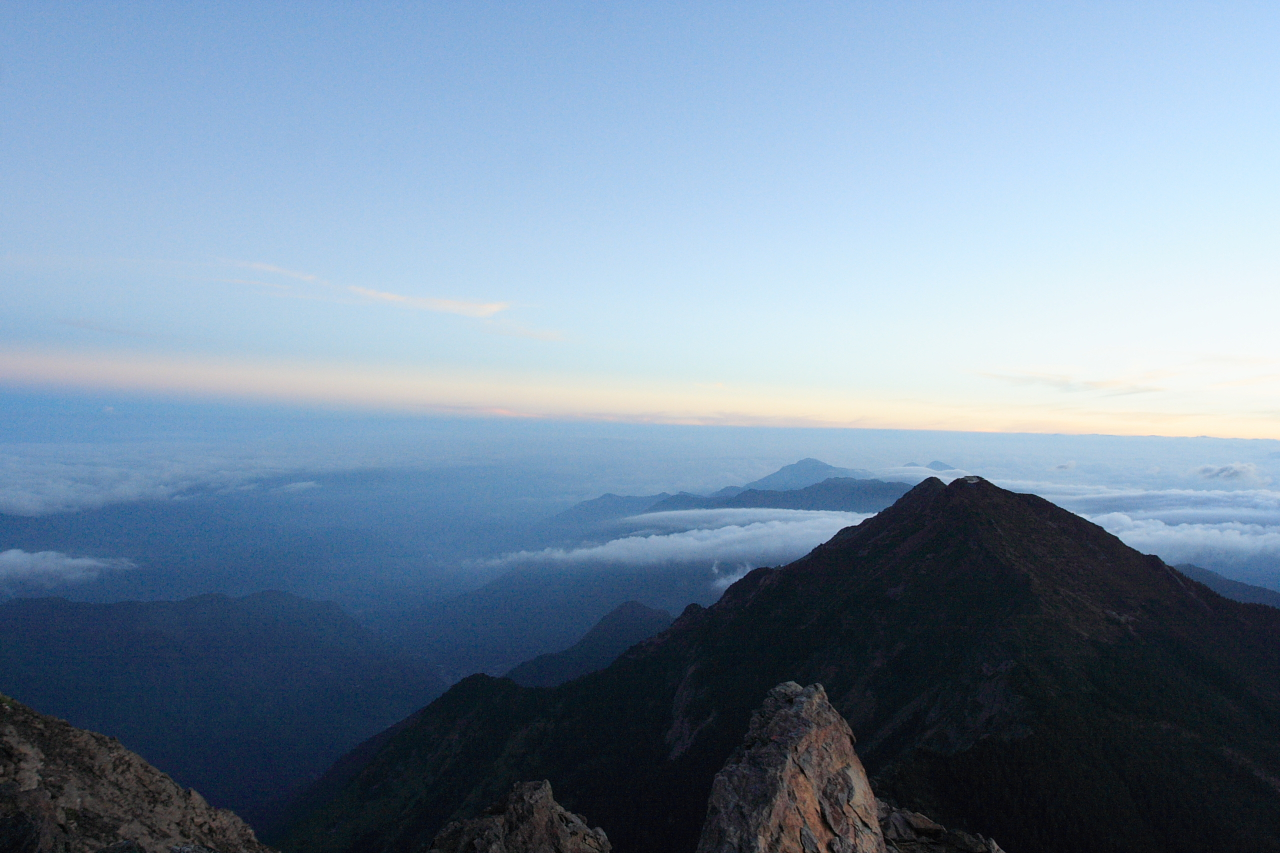
Облаков над терр. Юйшань.
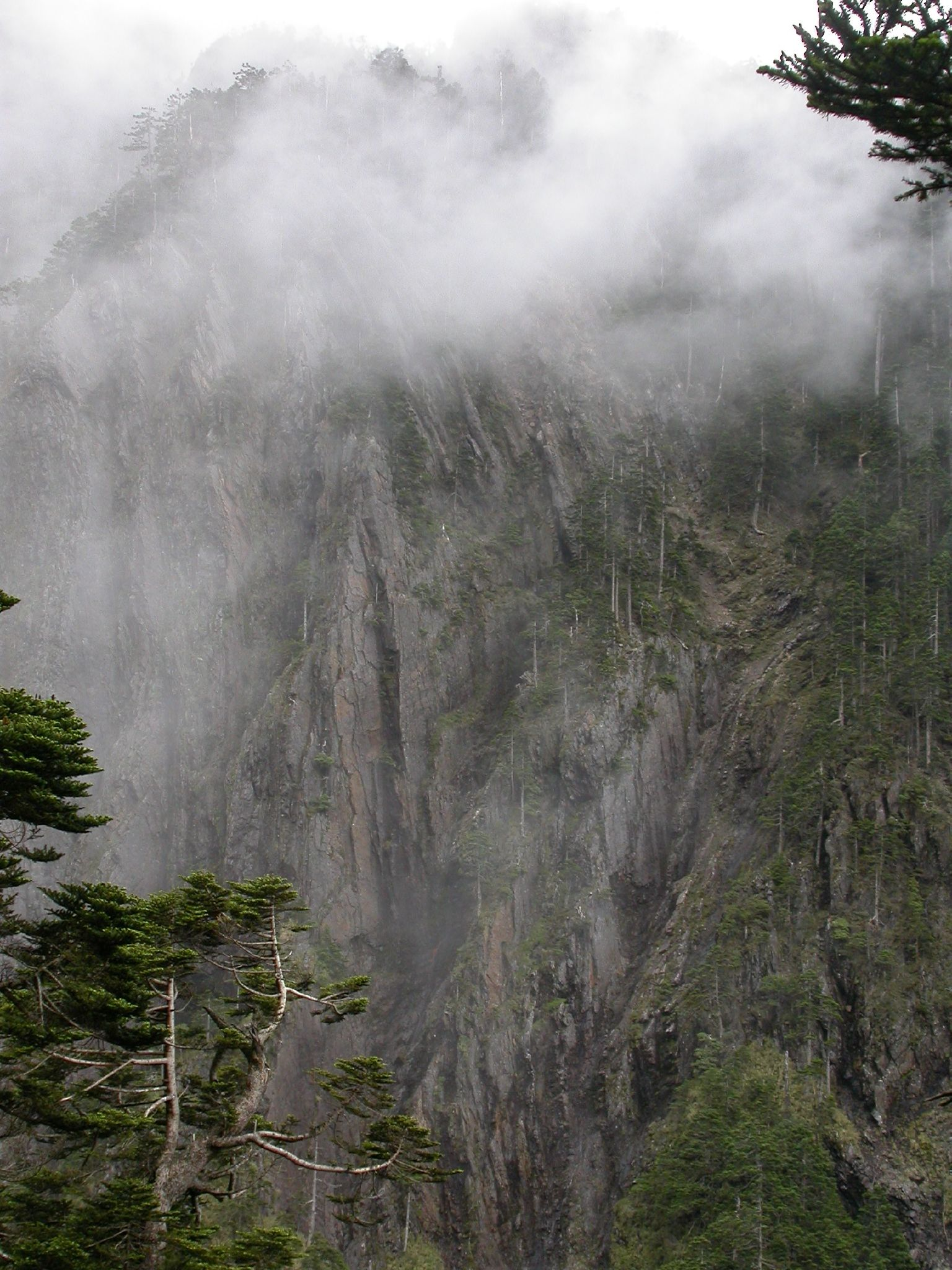
Облака над Татаджия Анбу рядом с Юйшаньской тропой.
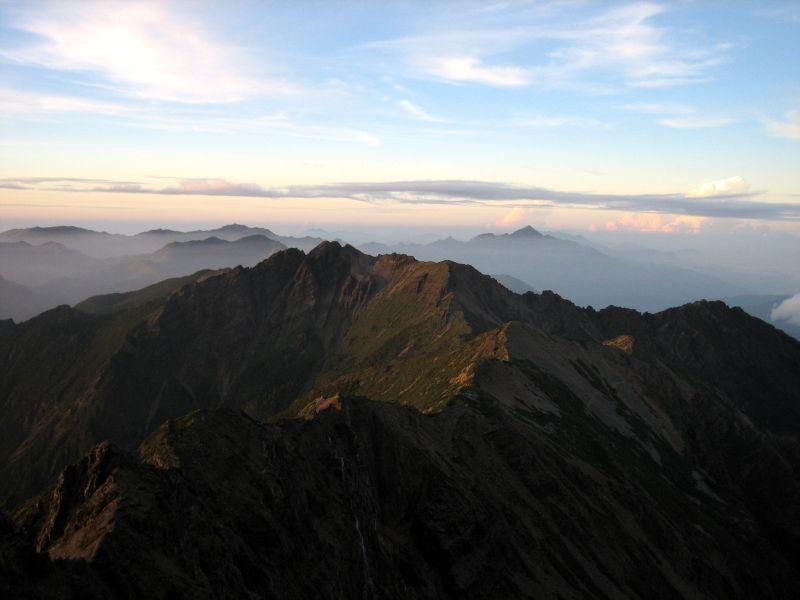
Восход солнца в Юйшань.